# Eva Štěpánčíková
Eva Štěpánčíková (* 11. Dezember 1972 in Přerov, Tschechoslowakei) ist eine ehemalige tschechische Volleyballspielerin.
Eva Štěpánčíková spielte bis 1995 für den heimatlichen Verein SK UP Olomouc, mit dem sie dreimal tschechischer Meister und zweimal Pokalsieger wurde. Danach  spielte sie in der deutschen Bundesliga beim USC Münster, mit dem sie je zweimal die Deutsche Meisterschaft und den DVV-Pokal gewann. Außerdem wurde sie 1996 CEV-Pokalsieger. In dieser Zeit belegte sie Spitzenplätze in den Ranglisten des deutschen Volleyballs in den Kategorien Zuspiel und Aufschlag. 1998 wechselte Eva Štěpánčíková nach Italien und wurde mit Medinex Reggio Calabria italienischer Vizemeister. Anschließend spielte sie bei den Ligakonkurrenten Latte Lucano Matera, Pallavolo Reggio Emilia und Pallavolo Palermo. Von 2003 bis 2005 war die Zuspielerin bei Hotel Cantur Las Palmas aktiv, mit dem sie zweimal die spanische Vizemeisterschaft holte. Nach je einer Saison in der Türkei und in der Schweiz bei Zeiler Köniz beendete sie in Spanien bei CV Jamper Aguere in La Laguna ihre Karriere.
Eva Štěpánčíková spielte 250 mal in der tschechoslowakischen bzw. tschechischen A-Nationalmannschaft. 1994 und 2002 nahm sie an der Weltmeisterschaft teil. Bei der Europameisterschaft in Tschechien 1993 erreichte sie den zweiten Platz und bei der Europameisterschaft in Tschechien 1997 landete sie auf Platz drei.